# Abdoulino
Abdoulino (en russe : Абдулино) est une petite ville de l'oblast d'Orenbourg, en Russie, et le centre administratif du raïon d'Abdoulino. Sa population s'élevait à 18 581 habitants en 2020.

## Géographie
Abdoulino est arrosée par la rivière Tiris, un affluent de l'Ik, dans le bassin de la Volga. Elle se trouve dans le nord de l'oblast, près de la frontière avec le Bachkortostan, à 190 km au sud-ouest d'Oufa, à 235 km au nord-ouest d'Orenbourg, à 238 km au nord-est de Samara et à 1 055 km à l'est-sud-est de Moscou.

## Histoire
La première mention d'Abdoulino date de 1795. Son nom vient de celui d'un ancien chef d'un village turc de la région. Initialement appelé Abdoulovo, le village comptait seulement 37 habitants en 1811. Abdoulino ne prend de l'importance sur le plan économique qu'à la fin du XIXe siècle grâce à la construction de la ligne de chemin de fer Samara – Oufa. La situation géographique d'Abdoulino favorisa son développement économique ainsi que la croissance de la population. Des industries agroalimentaires y furent implantées. En 1923, Abdoulino accéda au statut de ville.

## Population
Recensements ou estimations de la population
| 1926*  | 1939*  | 1959*  | 1970*  | 1979*  | 1989*  |
| ------ | ------ | ------ | ------ | ------ | ------ |
| 13 691 | 24 282 | 29 976 | 26 010 | 23 054 | 22 639 |

| 2002*  | 2010*  | 2013   | 2014   | 2015   | 2016   |
| ------ | ------ | ------ | ------ | ------ | ------ |
| 21 537 | 20 173 | 19 687 | 19 468 | 19 353 | 19 320 |

| 2017   | 2018   | 2019   | 2020   | - | - |
| ------ | ------ | ------ | ------ | - | - |
| 19 222 | 19 032 | 18 768 | 18 581 | - | - |

## Transports
Abdoulino est une gare ferroviaire importante sur la ligne principale de Moscou à Tcheliabinsk.